# Premio a la Educación Lester Conrad
| En orden cronológico, las Sociedades ganadoras del Premio Lester Conrad han sido: - Checoslovaquia (1981) - Argentina (1983) - Yugoslavia (1985) - Brasil (1987) - Nueva Zelanda (1989) - Venezuela (1991) - Uruguay (1993) - Israel (1995) - Argentina, por segunda vez (1997) - Croacia (1999) - Polonia (2001) - Rumania (2003) - Eslovaquia (2005) - Ecuador (2007) |

El Premio a la Educación Lester Conrad es un galardón de la Federación Internacional de Sociedades de Químicos Cosméticos (IFSCC), otorgado desde el año 1981, y que corre a cargo de la sección suiza de la Federación Internacional, la cual es la Sociedad de Químicos Cosméticos Suiza (Swiss SCC). Tiene por objeto asistir a una sección, es decir a una Sociedad miembro, en su programa educativo para promover el estudio de las ciencias cosméticas. El premio de 4000 francos suizos se presenta alternando un año (bienal) en la Conferencia de la IFSCC. Su nombre proviene del doctor Lester Conrad.
Cabe aclarar que no es un premio a la investigación sino a un programa educacional y de difusión de conocimientos. 

## Requisitos
A criterio de la Federación Internacional toda Sociedad nacional debe tener un programa de estudios de química cosmética, para estudiantes universitarios y profesionales, de tal forma que el premio se convierte en un incentivo a fomentarlo si es que ya existe o en su defecto para iniciarlo, especialmente enfocado a Sociedades emergentes o de recursos limitados para poderlo llevar a cabo de mejor manera y que a partir de tal hecho sirva de impulso para continuar los programas educativos en ciencias químicas aplicadas a la cosmética.
Aparte de la suma monetaria el premio ha adquirido un prestigio que va acompañado de una responsabilidad, la de cumplir el programa presentado para incrementar el interés y los recursos para el estudio y pedagogía de las ciencias cosméticas, formalmente en lo que concierne al año señalado tal como exigía la convocatoria al premio, y que a su vez esto sirva de plataforma para de aquí en adelante tener una política oficial con respecto al área de estudios.

## Secciones y premios
Es importante anotar que la IFSCC al ser una organización internacional federativa, es formada por secciones nacionales autónomas coordinadas por un secretariado con sede en Reino Unido, hecho por el cual son las secciones nacionales las que en gran parte otorgan los premios, en el caso del premio educativo Lester Conrad lo otorga la sección de Suiza que es la que escoge el que considere el mejor programa presentado por las Sociedades elegibles. Otros premios, como a la investigación científica lo otorgan Holanda y Japón, y así otros casos.
En el año 2007, la Sociedad Ecuatoriana de Químicos Cosméticos (SEQC) se hace acreedora al Lester Conrad, siendo la primera vez que esta consigue obtener un premio dado por alguna de la Sociedades de la IFSCC.